# José Carlos de Oliveira (Geistlicher)
José Carlos de Oliveira CSsR (* 14. März 1931 in Aparecida de Goiânia) ist ein  brasilianischer Ordensgeistlicher und Altbischof von Rubiataba-Mozarlândia.

## Leben
José Carlos de Oliveira trat der Ordensgemeinschaft der Redemptoristen bei und empfing am 27. Januar 1957 die Priesterweihe.
Papst Johannes Paul II. ernannte ihn am 14. September 1979 zum Prälaten von Rubiataba-Mozarlândia. Der Apostolische Nuntius in Brasilien, Erzbischof Carmine Rocco, spendete ihm am 25. November desselben Jahres die Bischofsweihe; Mitkonsekratoren waren Juvenal Roriz CSsR, Erzbischof von Juiz de Fora, und Aloísio Ariovaldo Amaral CSsR, Bischof von Limeira.
Der Papst erhob am 4. Dezember 1979 die Territorialprälatur zum Bistum und somit wurde er der erste Bischof von Rubiataba-Mozarlândia. Am 27. Februar 2008 nahm Papst Benedikt XVI. seinen altersbedingten Rücktritt an.